# 데포르테스 안토파가스타
데포르테스 안토파가스타(Deportes Antofagasta)는 칠레에 위치한 안토파가스타를 연고로 하는 축구팀이다. 이 팀은 1966년에 창단하였다.